# New South Wales Darts Masters
De New South Wales Darts Masters was een darttoernooi van de PDC dat plaatsvond in Australië. De eerste editie werd gewonnen door Jonny Clayton. Nadat het evenement in 2020 en 2021 geen doorgang vond, maakte het in 2022 en 2023 deel uit van de World Series of Darts. In de jaren daarna werd in Wollongong de Australian Darts Masters gehouden.

## Finales
| Jaar | Winnaar               | Legs  | Runner-up          | Prijzengeld | Prijzengeld | Prijzengeld | Plaats     | Bron  |
| Jaar | Winnaar               | Legs  | Runner-up          | Winnaar     | Runner-up   | Totaal      | Plaats     | Bron  |
| ---- | --------------------- | ----- | ------------------ | ----------- | ----------- | ----------- | ---------- | ----- |
| 2022 | Jonny Clayton (94.50) | 8 – 1 | James Wade (84.93) | £20.000     | £10.000     | £60.000     | Wollongong | [ 3 ] |
| 2023 | Rob Cross (91.29)     | 8 – 1 | Damon Heta (83.53) | £20.000     | £10.000     | £60.000     | Wollongong | [ 4 ] |

2022 · 2023